# Марі Ле Масон Ле Гольф
Марі Ле Масон Ле Гольф (фр. Marie Le Masson Le Golft; 25 жовтня 1750, Гавр — 3 січня 1826, Руан) — французька письменниця і натуралістка.

## Життєпис
Марі Ле Масон Ле Гольф народилася 25 жовтня 1750 року в Гаврі. У низці джерел стверджується, що Марі доводилась небогою абату Жаку-Франсуа Дікмару, відомому натуралісту. Пізніші дослідники зазначають, однак, що він був лише другом сім'ї і вчителем Марі, яка допомагала йому в роботі. Іншим її вчителем був гідрограф Жан-Батист Д’Апре де Манвілет  .
Перед смертю абат Дікмар заповідав Марі видати його «Portefeuille»: природничо-наукову працю, переважно присвячену молюскам. Марі завершила незакінчений твір, проте не зуміла, попри багаторічні зусилля, знайти кошти для його опублікування.
Марі не тільки займалася спадщиною свого вчителя, а й сама, протягом всього свого життя, цікавилася наукою і досягла визнання як у галузі природничих наук, так і в історії й літературі. 1784 року видано її роботу «Balance de la nature» — своєрідну спробу класифікації тварин, рослин і мінералів. Марі ввела низку критеріїв — форма, колір, смак, запах тощо — за якими кожному з описуваних об'єктів присвоювалося значення від 0 до 20. Потім, 1787 року, вийшла її праця «Esquisse d'un Tableau général du genre humain» — спроба подібним чином класифікувати народи, що населяють Землю. Крім того, вона опублікувала низку окремих статей природничо-наукової тематики. Крім наукової діяльності, Марі викладала історію, географію та малювання в Парижі і Руані.
Марі Ле Масон Ле Гольф була членкинею низки наукових і літературних товариств, зокрема академій Руана, Арраса і Ліона, що було вкрай дивно для жінки в той час. Зокрема, її прийняттю в академію Арраса сприяв Максиміліан Робесп'єр, який у той період був її головою і виступав проти забобону, який не допускав жінок у наукові спільноти.
Марі Ле Масон Ле Гольф померла в Руані 3 січня 1826 року, заповівши місту свою бібліотеку. Вона також передала в руанську бібліотеку свій рукопис під назвою «Історія Гавра», в якому докладно виклала історію міста від 1450 (дати його заснування) та аж до 1778 року, наводячи також відомості про топографію Гавра, його вулиці, квартали, пам'ятники та будівлі, флору, фауну тощо. Книга, яка призначалася для гаврських школярів, побудована у формі діалогу між автором і вигаданим персонажем — учнем коледжу.